# Glendurgan Garden

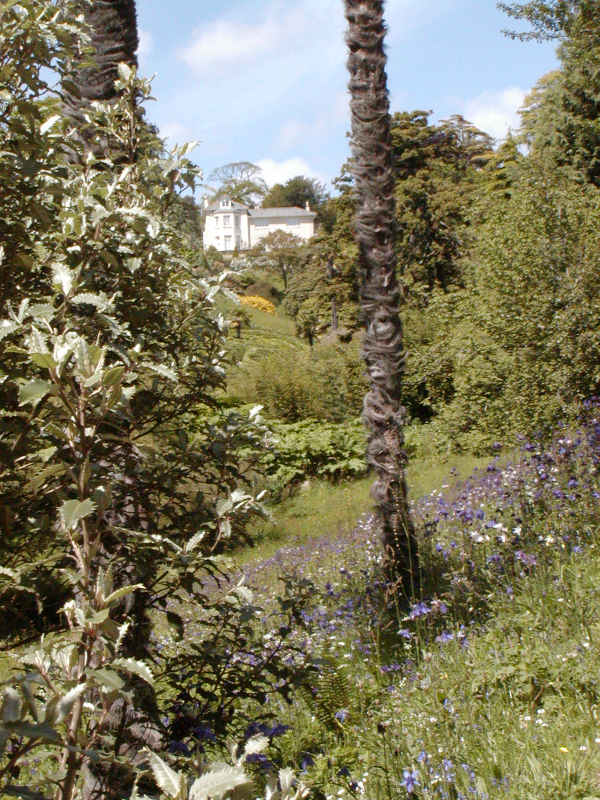
Glendurgan

Glendurgan Garden ist eine Gartenanlage mit subtropischem Bewuchs in Cornwall. Der Park liegt an der Mündung des Helford River ca. 5 Meilen südwestlich der Stadt Falmouth. Seine Fläche beträgt je nach Umrechnung zwischen 11 und 13 Hektar (30 Acres). Der kornische Name des Gartens bedeutet Durgantal.

## Der Garten
Glendurgan ist wie das unmittelbar benachbarte Trebah ein kornischer Schluchtgarten, das heißt, er liegt zwischen steilen Hügeln in einem schmalen Einschnitt, der sich bis zum Ufer des Helford River herunter zieht. Die Schlucht wird von einem kleinen Wasserlauf durchflossen, der kurz vor dem Strand einen Teich bildet. Entlang der Schluchtwände ziehen sich die Parkwege, zwischen denen eine üppige Vegetation wuchert. Dank des durch den Golfstrom milden kornischen Klimas ist es möglich, in Glendurgan neben heimischen Arten eine große Anzahl subtropischer Gewächse ganzjährig im Freiland zu kultivieren. So finden sich in Glendurgan unter anderem Bambus, Yuccas, Hanfpalmen, Agaven und Baumfarn und – für das südliche Cornwall selbstverständlich – Rhododendron. Im Mai und Juni leuchtet Glendurgan wie viele andere kornische Gärten in allen Farben der Rhododendrenblüten. Charakteristisch für Glendurgan ist der Irrgarten aus Lorbeerhecken aus dem Jahr 1833 in der Mitte des Gartens.

## Ansichten von Glendurgan

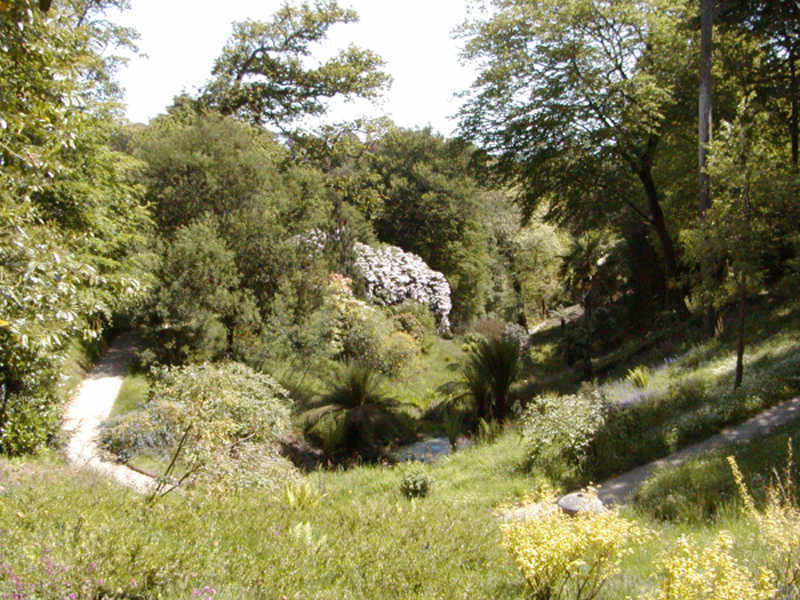
Glendurgan: Ansicht
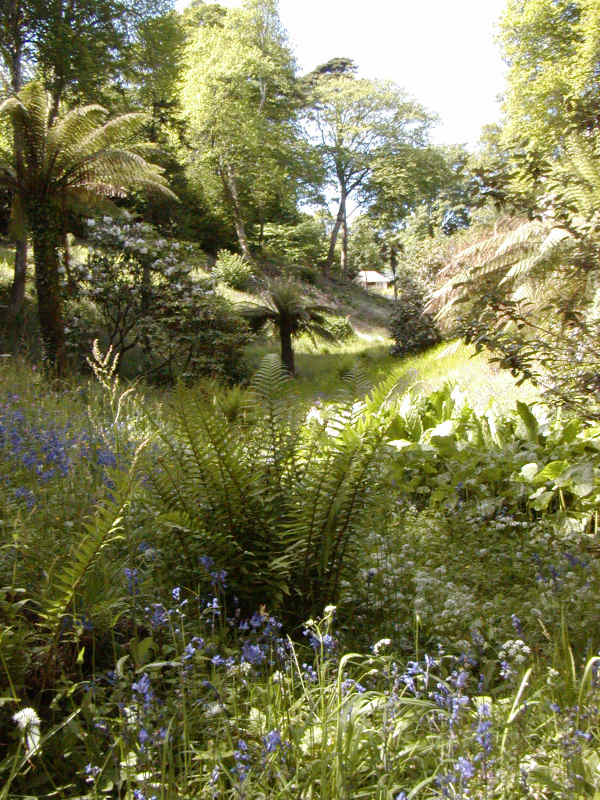
Glendurgan: Ansicht
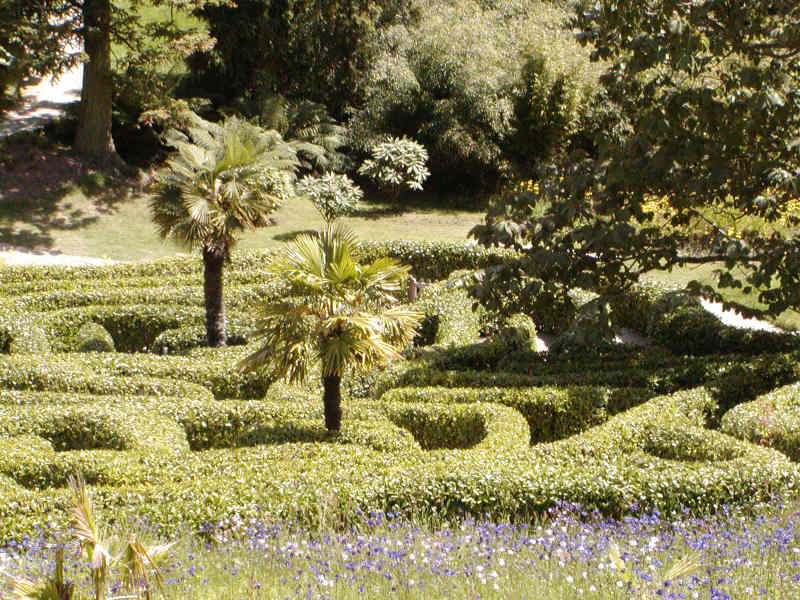
Glendurgan: Irrgarten
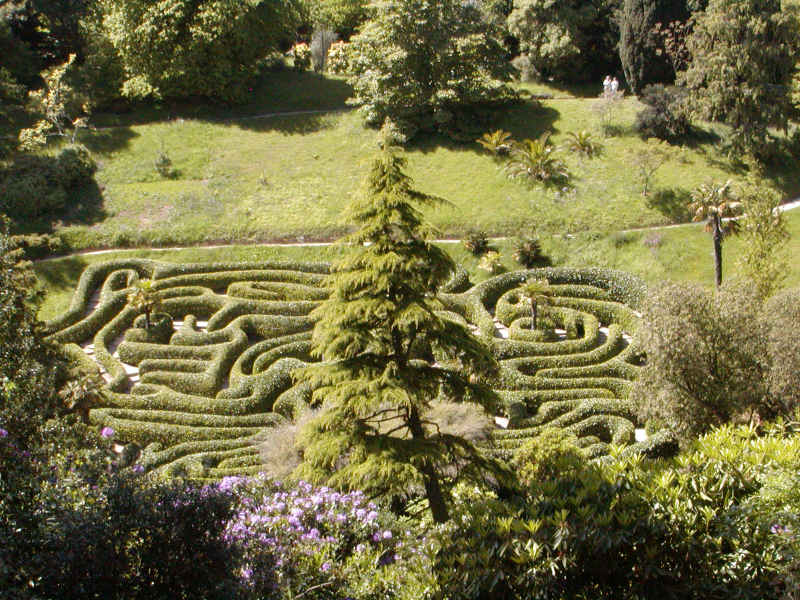
Glendurgan: Irrgarten
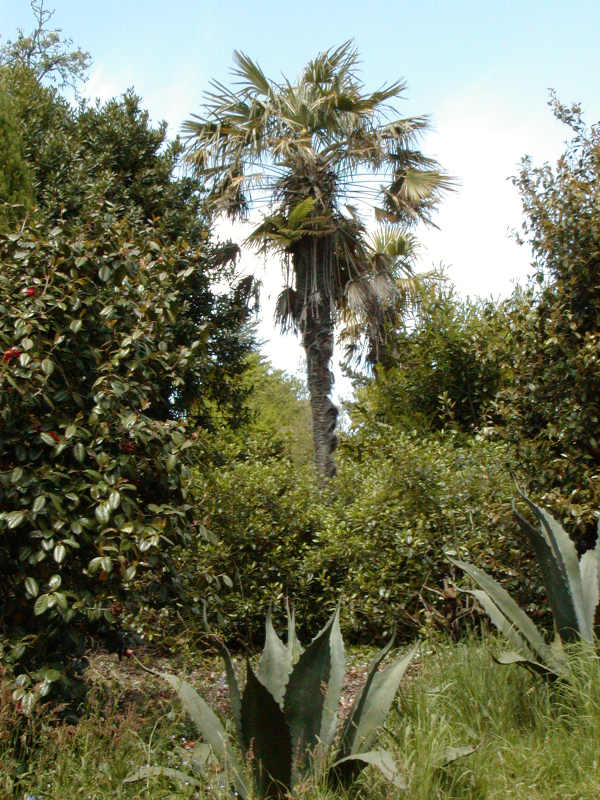
Hanfpalmen in Glendurgan
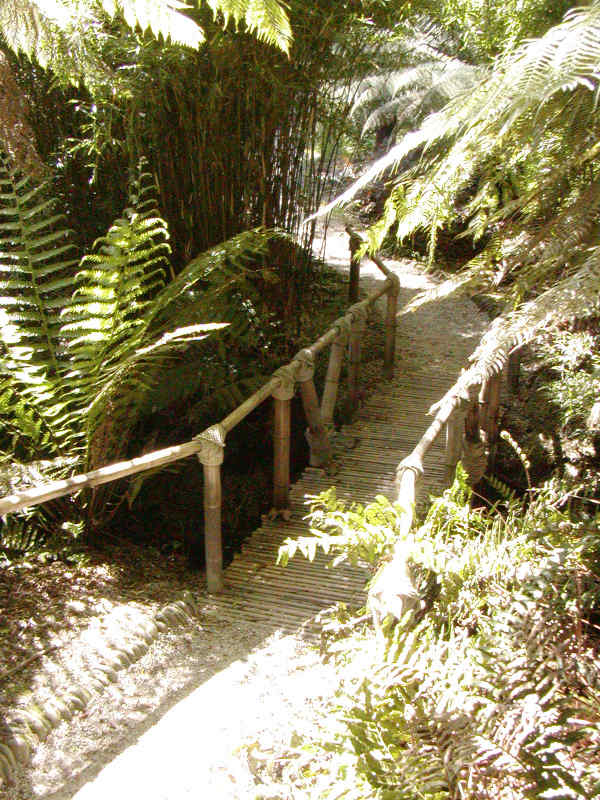
Bambusdschungel in Glendurgan
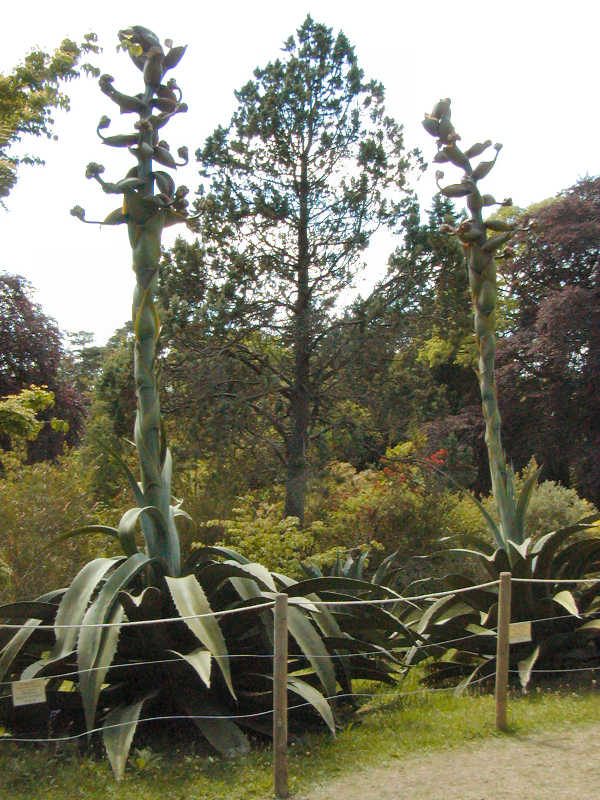
Agavenknospen in Glendurgan im Mai 2004, ca. 8 m hoch
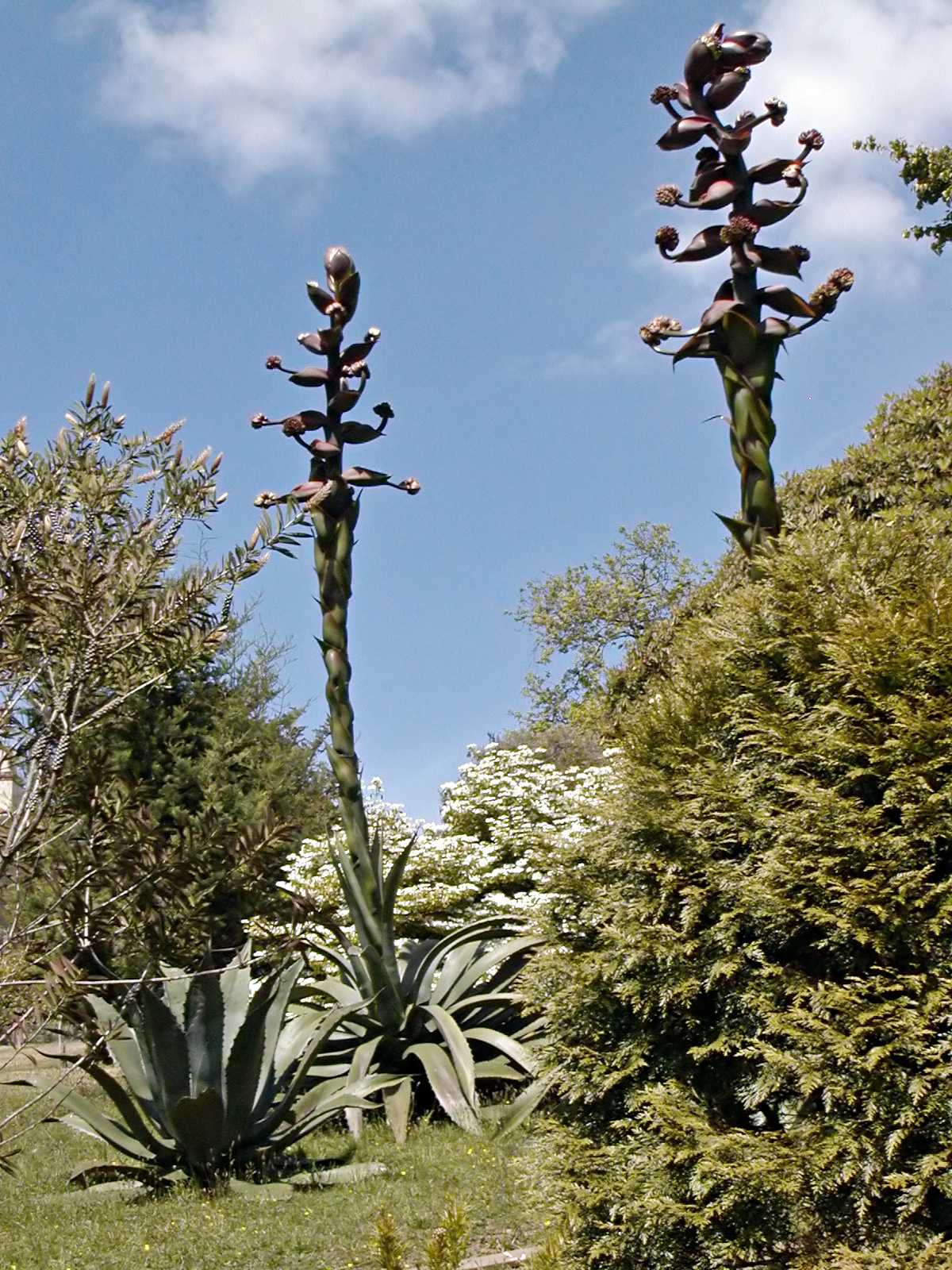
Agavenknospen in Glendurgan im Mai 2004, ca. 8 m hoch

## Geschichte
Der englische Reeder Alfred Fox, ein Quäker, der wenige Jahre später auch Trebah anlegen ließ, erwarb Glendurgan im Jahr 1820. Er ließ das Haus erbauen, bis 1830 entstand der Garten mit seinen verschlungenen Pfaden. Der Irrgarten wurde 1833 angelegt. Im Gegensatz zu Trebah mit seiner wechselvollen Geschichte verblieb Glendurgan im Besitz der Familie Fox, die den Garten in den folgenden 130 Jahren pflegte und erweiterte. Im Jahr 1962 übertrugen Cuthbert und Philip Fox Glendurgan dem National Trust und machten den Garten damit der Öffentlichkeit zugänglich.